# Pancalia schwarzella
Pancalia schwarzella ist ein Schmetterling (Nachtfalter) aus der Familie der Prachtfalter (Cosmopterigidae).

## Merkmale
Die Falter erreichen eine Flügelspannweite von 11 bis 16 Millimeter. Die Fühler glänzen bronzebraun und haben bei den Männchen keine weißen Segmente. Bei den Weibchen sind die Fühler in der Mitte etwa doppelt so dick wie an der Basis. Ein subapikaler Abschnitt besteht aus etwa fünf weißen Segmenten, an den sich ein bronzebrauner apikaler Abschnitt aus etwa 15 Segmenten anschließt. Die Vorderflügel sind gelblich braun bis orange braun. Der erste Costalfleck ist mit dem ersten Dorsalfleck verschmolzen und bildet eine schräg nach innen verlaufende, fahl goldglänzende Binde, die nicht bis zum Flügelinnenrand reicht. Der dritte Dorsalfleck verläuft schräg nach außen.
Bei den Männchen ist die linke Valve anderthalb mal so breit wie die linke und etwas länger. Sie hat einen geraden ventralen Rand. Die linke Valvella ist breit und mehr als halb so lang und breit wie die linke Valve. Die rechte Valvella ist kürzer und schlanker. Der Aedeagus ist gekrümmt und verjüngt sich distal allmählich zu einer scharfen Spitze.
Bei den Weibchen ist das Sterigma groß und quadratisch und hat abgerundete Ecken. Der Ductus bursae ist im hinteren Teil schlank und in der Nähe des Corpus bursae mehr als doppelt so breit. Das Corpus bursae ist länglich und mit zwei gut entwickelten Signa versehen.

### Ähnliche Arten
Die Unterscheidungsmerkmale der ähnlichen Arten Pancalia nodosella und Pancalia baldizzonella sind in den jeweiligen Artartikeln beschrieben.

## Verbreitung
Pancalia schwarzella ist in Europa mit Ausnahme des Südostens weit verbreitet. In Südeuropa kommt die Art hauptsächlich in Gebirgsregionen bis 2600 Meter Höhe vor. Im Osten reicht das Verbreitungsgebiet über die Gebirge Zentralasiens, Sibirien und Transbaikalien bis Kamtschatka.

## Biologie
Die Raupen entwickeln sich an Rauem Veilchen (Viola hirta) und Hunds-Veilchen (Viola canina). Über die ersten Stadien ist wenig bekannt, es wird aber angenommen, dass eine ähnliche Entwicklung wie bei Pancalia leuwenhoekella stattfindet. Angaben aus älterer Literatur können hier nicht verwendet werden, da Pancalia schwarzella früher von verschiedenen Autoren als Form von Pancalia leuwenhoekella aufgefasst wurde und daher nicht klar ist, um welche Art es sich bei der Beschreibung der Biologie handelt. Die Falter fliegen von Ende April bis Mitte Juni, in höheren Lagen bis Ende Juli. Sie sind an sonnigen Tagen sowohl früh am Morgen als auch Nachmittags aktiv und besuchen Blüten von Löwenzahn (Taraxacum), Habichtskräutern (Hieracium), Gänseblümchen (Bellis perennis), Gewöhnlichem Hornklee (Lotus corniculatus), Wald-Erdbeeren und anderen Pflanzen.

## Systematik
Aus der Literatur sind folgende Synonyme bekannt:
- Tinea schwarzella Fabricius, 1798
- Pancalia latreillella Curtis, 1830